# Сагайдачного, 6
Кам'яниця № 6 — колишній прибутковий будинок, який складається із трьох різночасових частин. Розташований на вулиці Петра Сагайдачного, що на Подолі у Києві.
За визначенням дослідників, споруда — зразок історичної забудови Подолу кінця XIX сторіччя, важливий елемент в ансамблі вулиці.
Наказом Головного управління охорони культурної спадщини № 10/38-11 від 25 червня 2011 року будинок поставлений на облік пам'яток містобудування й архітектури місцевого значення.

## Історія кам'яниці
Станом на 1882 рік власницею садиби була Марія Ріхтер. У 1890-х роках власником став Франц Гофман.
Кам'яницю збудували 1876 року за проєктом архітектора В. Якуніна. Її використовували як прибутковий будинок. 1892 року споруду капітально перебудували. До основної кам'яниці добудували споруду з проїздом на подвір'я (№ 6-а). Трохи пізніше спорудили ще один триповерховий об'єм на три вікна.
Перший поверх займали крамниці, а квартири здавали під найми.
1922 року радянська влада націоналізувала будівлю.
Згодом проїзд перекрили й облаштували там кафе.

## Архітектура
Триповерхова, цегляна, пофарбована, прямокутна у плані кам'яниця має двосхилий дах, бляшане покриття, дерев'яні пласкі перекриття.
Фасад вирішений у формі історизму з елементами цегляного та неоренесансно-барокового стилів.
Асимитрична композиція складається з трьох об'ємів, зведених у різні часи. Унаслідок цього відбувся збій у ритмі віконних прорізів. Вісь проїзду зміщено праворуч.
Перший поверх рустований.
Первісний об'єм шестивіконний. Його центр увінчує тридільний аттик.
Віконні прорізи на другому поверсі мають лучкові перемички, лиштву, прямі сандрики й бічні квадри. Вікна третього поверху прямокутні.
Вікна над колишнім проїздом на другому поверсі здвоєні, прямокутні, а на третьому напівциркульні. Розділені пілястрою.
Аттик над цією частиною має напівциркульний щипець і круглу люкарню.

## Галерея

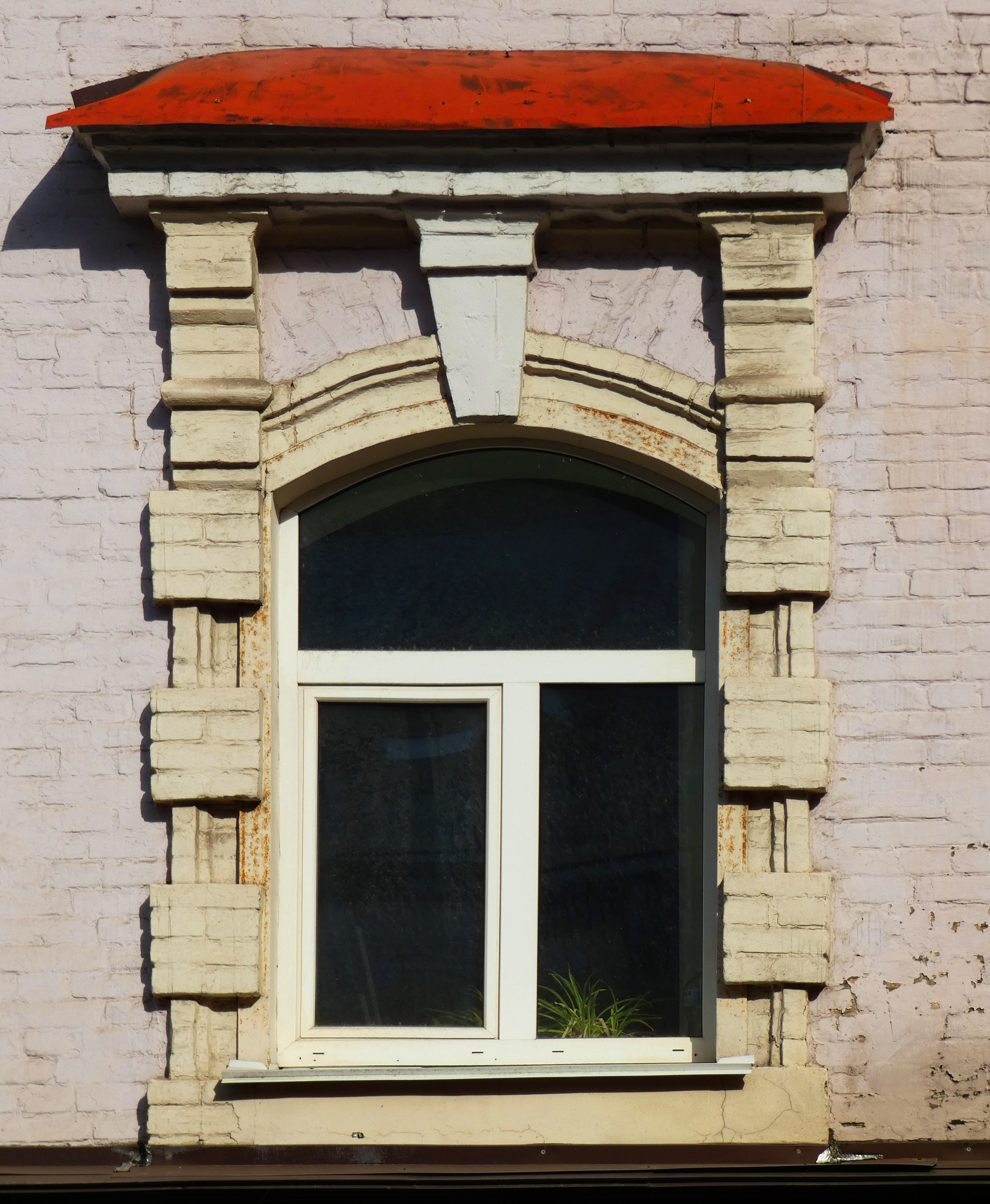
Вікно другого поверху
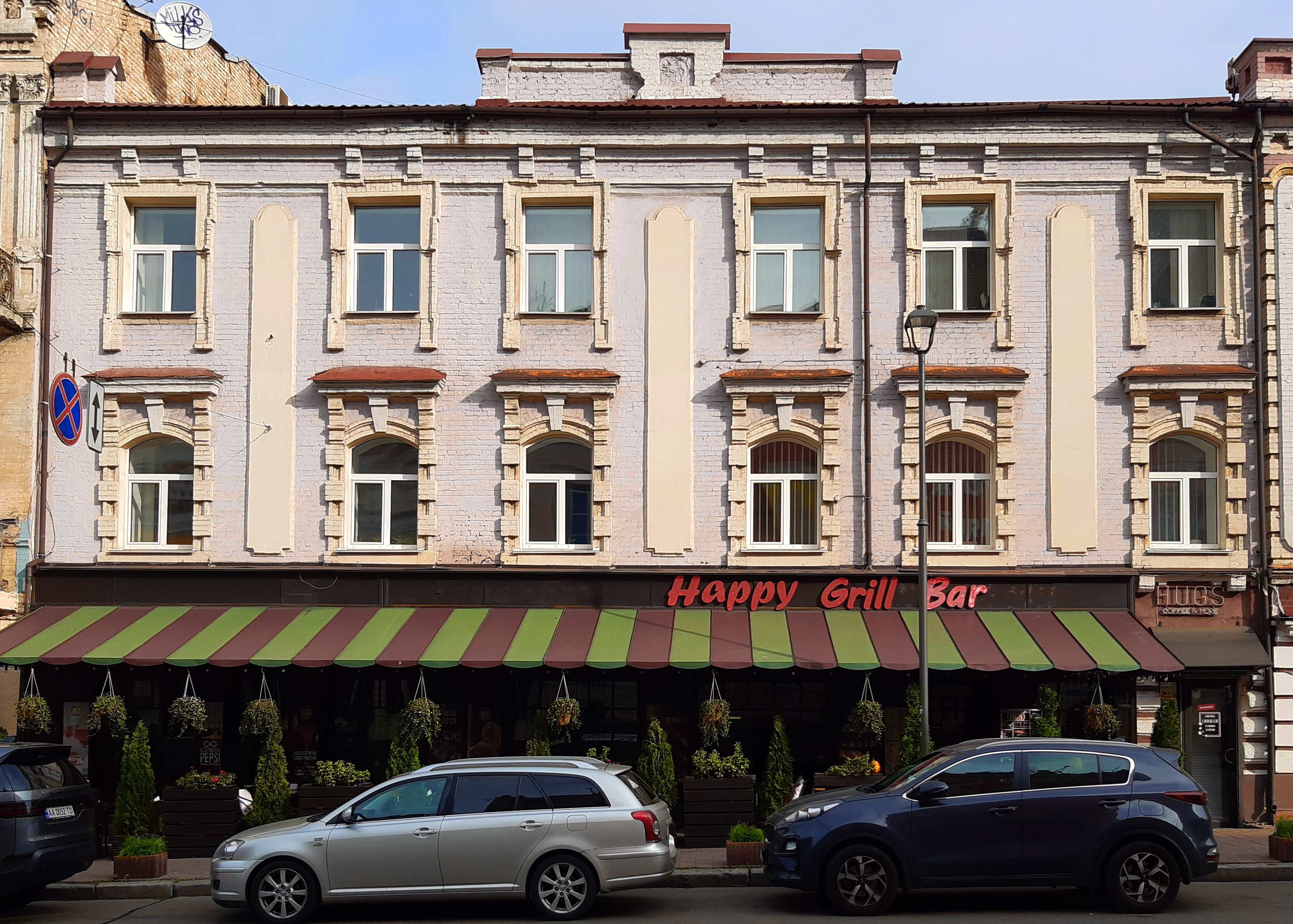
Фасад будинку № 6
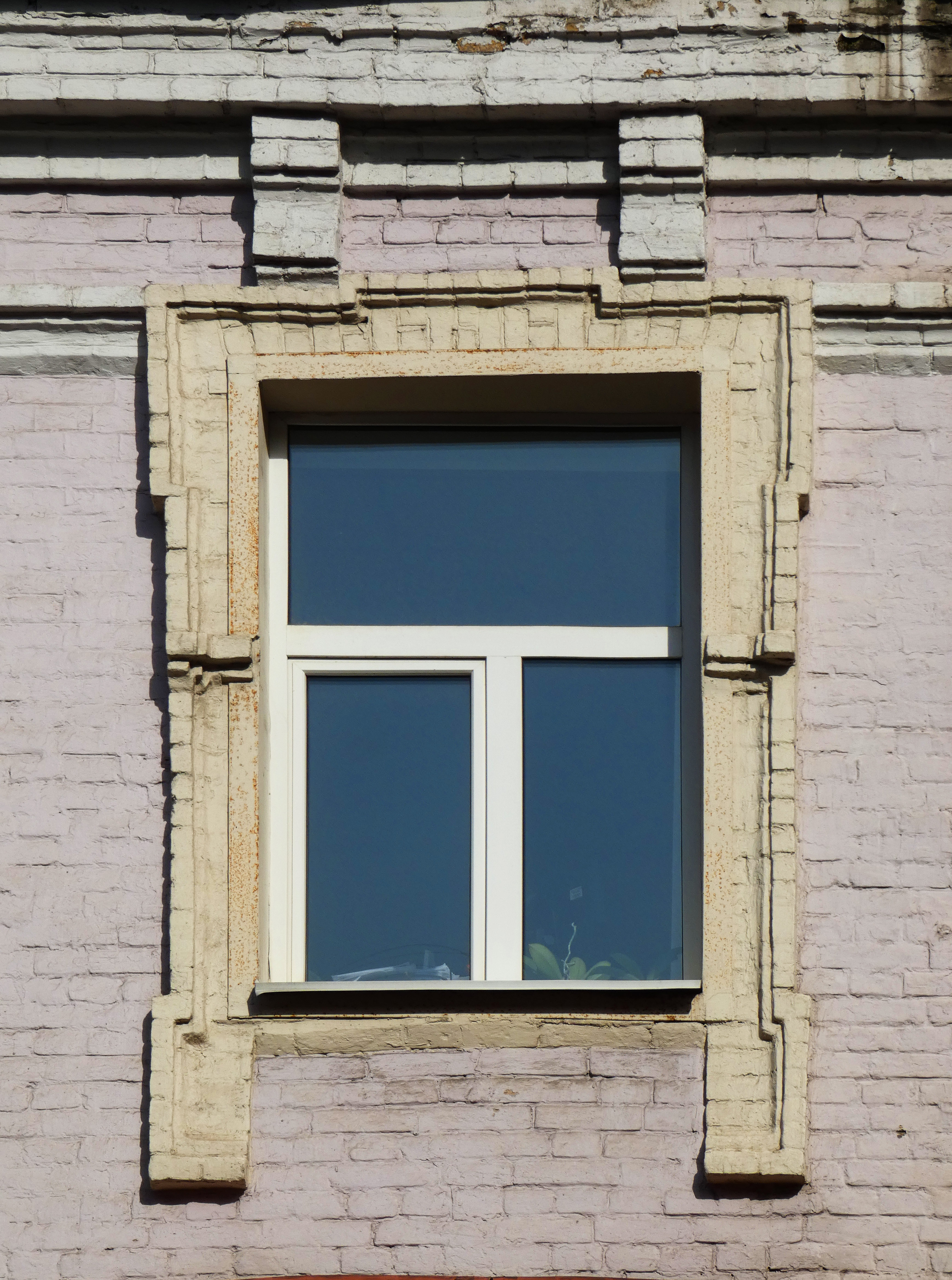
Вікно третього поверху